# Papírový kapesník

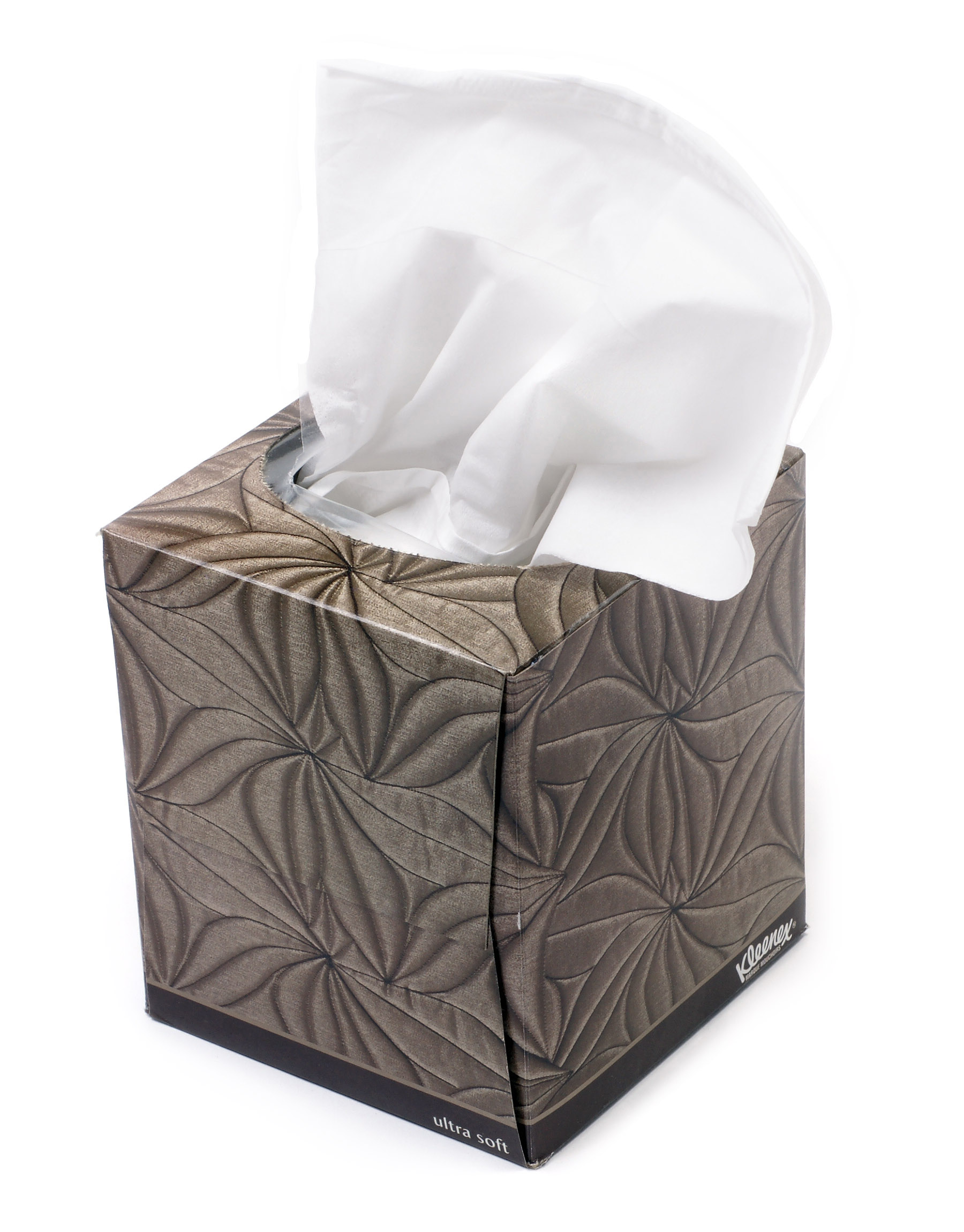
Krabicové balení papírových kapesníků

Papírový kapesník je jednou ze základních hygienických a osobních pomůcek. Většinou se jedná o čtverec navrstveného papíru, který slouží jako pomůcka pro osobní hygienu.
Tato pomůcka je na jednorázové použití, a proto se prodává po více kusech.
Papírové kapesníky se prodávají v různých baleních (například v plastových sáčcích nebo v papírových krabičkách).
Výhodou je, že se dobře rozkládají v přírodě.
Na rozdíl od textilních kapesníků, papírový kapesník netvoří ozdobný prvek. Většinou mají prostý design.
V dnešní době papírové kapesníky, vlhčené papírové kapesníky nebo ubrousky, jsou populárnější než obyčejné textilní kapesníky.